# Adama Guira
Adama Guira (Ouagadougou, 1988. április 24. –) Burkina Fasó-i válogatott labdarúgó, a SønderjyskE játékosa.

## Pályafutása

### Klubcsapatban
2005-től 2008-ig az RC Bobo Dioulasso játékosa volt. 2008 és 2009 között Spanyolországban játszott a Gavà csapatában. 2009–10-en az Alicante, 2010–11-ben a Logroñés labdarúgója volt. 2011-ben Svédországba szerződött a Djurgårdenhez. 2011 és 2013 között a moldáv Dacia Chișinău csapatát erősítette. 2013 és 2016 között a dán SønderjyskE együttesében szerepelt. Később játszott még a Lens, az Aarhus GF, a hongkongi R&F, a SønderjyskE, a spanyol Racing Rioja, a kínai Csingtao Hajniu és a spanyol Yagüe csapatában.

### A válogatottban
2010 és 2024 között 53 mérkőzésen szerepelt a Burkina Fasó-i válogatottban. Részt vesz a 2015-ös, a 2017-es, a 2021-es afrikai nemzetek kupáján és a 2023-as afrikai nemzetek kupáján.

## Sikerei, díjai
RC Bobo Dioulasso
- Burkina Fasó-i kupagyőztes (1):  2007